# Briec
Briec, auch Briec-de-l'Odet, (bretonisch Brieg) ist eine französische Gemeinde mit 5815 Einwohnern (Stand 1. Januar 2022) in der Cornouaille im Westen der Bretagne am Fluss Odet. Quimper liegt 14 Kilometer (km) südwestlich, Brest 46 Kilometer nordwestlich und Paris etwa 470 Kilometer östlich.

## Bevölkerungsentwicklung
| Jahr                       | 1962 | 1968 | 1975 | 1982 | 1990 | 1999 | 2007 | 2017 |
| Einwohner                  | 3425 | 3436 | 3744 | 4587 | 624  | 4603 | 5174 | 5630 |
| Quellen: Cassini und INSEE |      |      |      |      |      |      |      |      |

## Verkehr
Die Gemeinde hat eine Abfahrt an der Schnellstraße E 60 (Nantes-Brest). 
In Quimper und Châteaulin gibt es Regionalbahnhöfe. Nahegelegene Flughäfen sind der Flughafen Brest und der Flughafen Lorient Bretagne Sud.

## Sehenswürdigkeiten
- Tumulus von Kerbernez
- Kirche Saint-Pierre

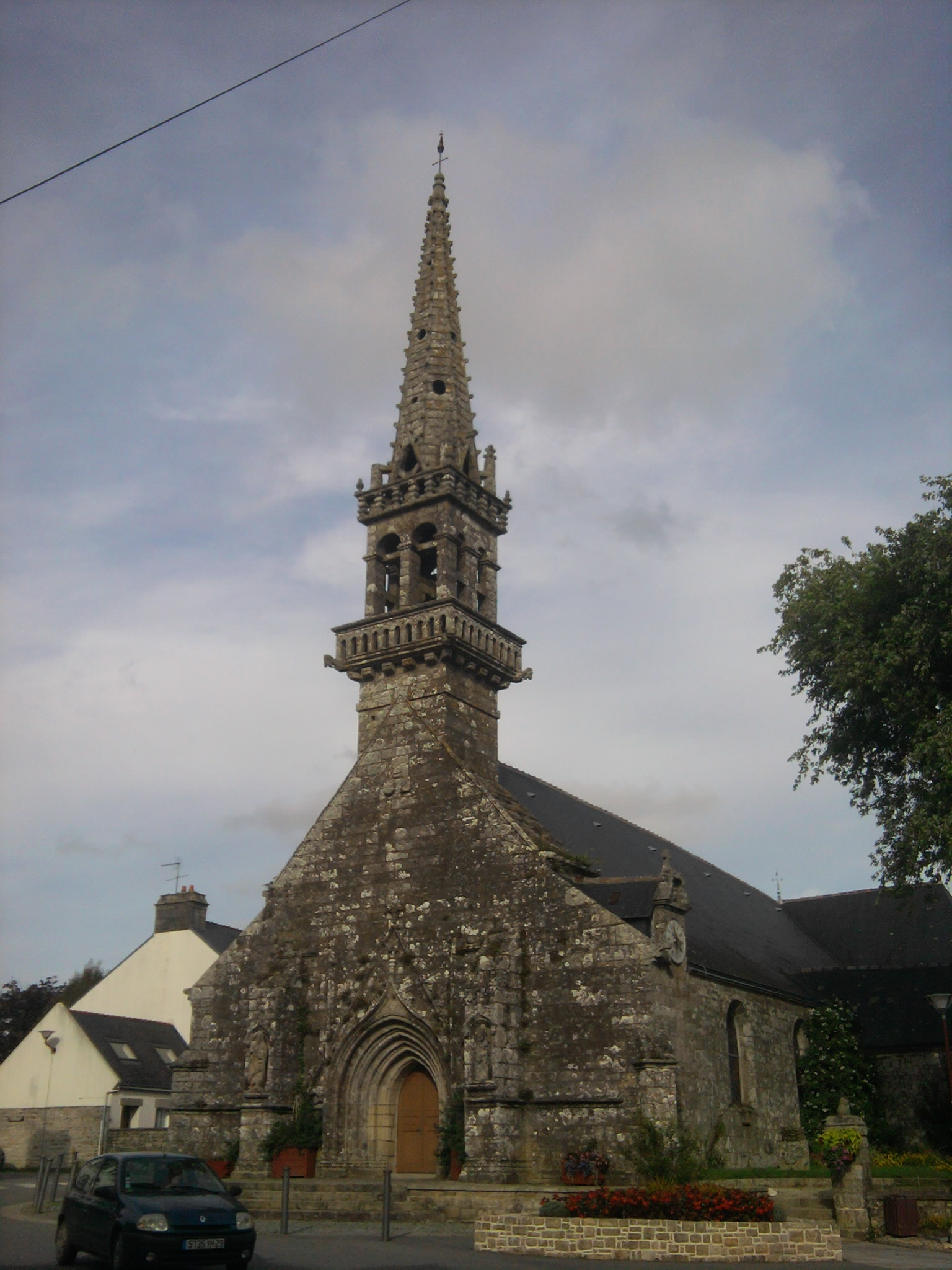
Kirche Saint-Pierre

Siehe auch: Liste der Monuments historiques in Briec